# Nicocles analis
Nicocles analis là một loài ruồi trong họ Asilidae. Nicocles analis được Jaennicke miêu tả năm 1867. Loài này phân bố ở vùng Tân nhiệt đới.